# Gerres akazakii
Gerres akazakii är en fiskart som beskrevs av Iwatsuki, Kimura och Yoshino 2007. Gerres akazakii ingår i släktet Gerres och familjen Gerreidae. Inga underarter finns listade i Catalogue of Life.